# IG-100 MagnaGuarda
El modelo de droide IG-100 Magnaguarda o IG-100 MagnaGuardia se trata de una clase superior de droide de batalla más conocido por servir como guardia personal al General Grievous y otras personalidades de la CSI a lo largo de las Guerras Clon. 
Este modelo de droide comenzó como guardaespaldas de Grievous por orden del Conde Dooku, pues el Clan Bancario Intergaláctico contrató a este como asesino bajo su poder, pero le negó al mismo la contratación de sus guerreros kaleesh (la raza alienígena de la que procede Grievous). En tanto que el general kaaleshiano estaba descontento con esta decisión, exigió un modelo de droide de batalla superior al ya existente: los IG-100 MagnaGuarda.

## Creación
Durante el proceso de creación del General Grievous, George Lucas dio a su Departamento de Arte unas instrucciones iniciales muy abiertas: "un general droide" que fuera "icónico" y "aterrador". Desde esa vaga dirección, los artistas de Lucasfilm desarrollaron muchas ilustraciones, algunas puramente mecánicas, otras no, para el aspecto de Grievous. Una de las ilustraciones robóticas rechazadas de Grievous gustó tanto a Lucas que se decidió por usarla para la película, creando a los IG-100 MagnaGuardias como guardaespaldas del villano.

## Características
Los IG-100 Magnaguarda son el resultado de las exigencias personales del general Grievous, estos droides de élite medían 1.95m y pesaban 213kg. Dado que el general rehusaba de los droides convencionales usados por la Confederación de Sistemas Independientes por considerarlos demasiado incompetentes y dependientes, encargó expresamente que estos tuvieran un diseño modular y una inteligencia artificial que les permitiera aprender de sus errores.
Así, los IG-100 no fueron programados con técnicas de combate predeterminadas como se hacía con el resto de droides del CSI, sino con un conjunto de algoritmos que les permitían rectificar y recapacitar, siendo el propio Grievous el encargado de adiestrar a sus propios guardias dotándolos de destrezas en la forma VII de lucha con sable láser lo que les hacía letales incluso contra Jedis bien preparados. Por otra parte su diseño modular le hacía prácticamente indestructibles ya que estos podían perder extremidades e incluso ser decapitados sin que esto les impidiera seguir enfrentándose a sus oponentes, de hecho la única forma de destruir a un IG-100 es asestarles un impacto en el centro del pecho donde se encuentra la unidad de alimentación, cosa que se hacía difícil incluso para un Jedi debido a su espeso blindaje de aleación de phrik.

## Armas y equipamiento

### Armas
Armados con diferentes modelos de "electrobarras" conformadas por aleaciones de phrik,  de energía contundente, estas armas se caracterizaban por la emisión de un pulso electromagnético rosa en los extremos. La naturaleza resistente de su blindaje confiere a los Magnaguardas la habilidad de desviar los ataques de un sable de luz Jedi. Esto, sumado a la especialización en combate droide los convierte en un enemigo peligroso incluso para los expertos en la Fuerza. A pesar de su especialización en el cuerpo a cuerpo también pueden ser entrenados para usar una amplia gama de armas, dependiendo del momento y la necesidad han sido programados para usar rifles láser, granadas, lanzacohetes, drones por control remoto, armas de irradiación y armas para el combate cuerpo a cuerpo improvisadas.

### Equipamiento
Además de armas también hacen uso de diversos gadgets, como dispositivos de camuflaje, garfios y extremidades magnetizadas. Un Magnaguarda también tiene la habilidad de extender sus extremidades varias veces respecto a su tamaño original y disponían de una secuencia de autodestrucción que entraba en funcionamiento si el sistema continuaba funcionando después de un daño grave. Además de lo ya citado estas unidades eran capaces de disparar pequeños misiles guiados desde unos silos en su espalda.